# Ruta 31 (Chile)
Die Ruta 31 (kurz 31-CH) ist eine Nationalstraße in der Región de Atacama im großen Norden Chiles. In ihrem Verlauf auf 280 km verbindet sie die Ruta 5 Arica-La Serena und die Regionalhauptstadt Copiapó mit Argentinien über den Pass Paso de San Francisco, dem einzigen befahrbaren Grenzpass der Region.
Dieser Weg hat eine bemerkenswerte Aussicht auf einige der höchsten Gipfel Chiles: den Nevado Tres Cruces, den Nevado Ojos del Salado, El Muerto und den Incahuasi. Außerdem ist er ein wichtiger Zugang zum Nationalpark Nevado Tres Cruces und an die Laguna Verde.
Der Verlauf der Ruta hat Abschnitte mit Gefälle und Kurven entsprechend den geografischen Eigenschaften des Nordens von Chile und den Kordilleren (Pässe Codocedo und Río Lama). Von ihrem Beginn bis Diego de Almagro ist die Straße asphaltiert, von dort aus ist die Straße geschottert.
Im Westen des Passes paso internacional und am Rand des Salar de Maricunga befindet sich die Zollkontrolle von San Francisco. Hinter der Grenze heißt die Straße dann RN 60 und führt weiter bis nach Fiambalá, La Rioja und San Fernando del Valle de Catamarca.
Die offizielle Funktion dieser Ruta wurde im Jahre 2000 durch das Dekret Nº 5911 durch das MOP ratifiziert.

## Städte und Ortschaften
Die direkten Anbindungen an Städte, Ortschaften und städtische Gebiete entlang dieser Straße von Westen nach Osten sind:
Región de Atacama
- Länge: 280 km (km 0 bis 280). Im Stadtgebiet von Copiapó heißt die Ruta Avenida Copayapu und Camino del Inca.
- Provincia de Copiapó: Copiapó (km 0-8), Anschluss an Paipote und Tierra Amarilla (km 8), Anschluss an Fundición Paipote (km 9), Anschluss an Estación Chulo (km 24), Ruinen von Puquios (km 58), La Puerta (km 76), Grenzkomplex San Francisco (km 172), Polizeikontrolle (während des Sommers) in Laguna Verde (km 262).